# Haraldssund
Haraldssund er en bygd på Færøerne, der ligger på østsiden af den nordlige ø Kunoy
Haraldssund har en gammel bydel med 10 huse, Heimi í Hús og Suðuri á Bakka, og en ny bydel,á Leiti med 11 huse. Skolen i Haraldssund er bygget i 1930. For nogle år siden blev der bygget et forsamlingshus med plads til ca. 200 mennesker.
Bortset fra landbruget, som hovedsagelig består af fåreavl, er der intet erhvervsliv i Haraldssund længere. De fleste arbejder i Klaksvík og de nærliggende områder.
Borðoy og Kunoy blev i 1986 forbundet med en dæmning ved Haraldssund og i 1988 åbnedes tunnelen mellem Haraldssund og Kunoy.
Efter den 2. verdenskrig på Færøerne i 1945 købte mændene i Haraldssund en 20 tons stor fiskekutter, "Brimmes", der var knyttet til bygden i omkring 20 år. Mændene i Haraldssund var flittige til at drive hjemmefiskeri med kutteren. En overgang producerede en industrivirksomhed i bygden arbejdshandsker.[kilde mangler]
Den 30. juli 2014 blev en flok grindehvaler set lige nord for dæmningen, som var den første flok grindehvaler, som var set af færinger tæt på land siden dyrerettighedsorganisationen, Sea Shepherd, ankom til Færøerne i deres aktion GrindStop 2014 for at forsøge at forhindre færinger i at udføre grindehvalfangst. Der var ret megen blæst den dag, og derfor valgte sysselmanden, at flokken skulle gemmes ved Haraldssund indtil næste dag, hvor vejret ville være bedre. Imidlertid kom en af Sea Shepherds både, Thor, sejlende til hvalerne og jog dem ud på åbent hav. Dagen efter anmeldte sysselmanden for Nord-Færøerne Sea Shepherd for at have handlet imod sysselmandens bud. Ifølge Grindebekendtgørelsen er det sysselmanden, som bestemmer, om en flok grindehvaler kan slagtes eller ej.[kilde mangler]

## Historie
Haraldssund blev sandsynligvis grundlagt i landnamstiden før år 1200.
På vårtinget på Norðoyar i 1705 blev kongsbonden Heine Rasmussen fra Haraldssund fradømt sin gård, da han blev fundet skyldig i at have byttet sokker med tobak fra et hollandsk skib. Indtil 1856 var handelen på Færøerne underlagt et kongeligt monopol. Hans søn overtog dog fæstet,[kilde mangler]
Nord for Haraldssund ligger en forladt bygd kaldet Skarð. Alle mænd i bygden omkom ved et forlis i 1913, hvorefter de sidste kvinder og børn forlod Skarð 1919.
Motorbåden "Victoria" Klaksvík, begyndte regelmæssig postsejlads til bygden i 1914.

## Galleri
- Haraldssund med dæmningen til Borðoy
- Haraldssund
- Haraldssund
- Haraldssund
- Brudefolk ved Haraldssund i 1898.